# Männer (Lied)
Männer ist ein Rocksong des deutschen Musikers Herbert Grönemeyer, der auch von ihm geschrieben und produziert wurde. Er wurde am 4. Juni 1984 als erste Single aus dem Album 4630 Bochum ausgekoppelt, auf dem das Lied im Mai 1984 ursprünglich erschien. Der Song bewirkte in jenem Jahr Grönemeyers Durchbruch als Musiker und gilt heute als Klassiker deutschsprachiger Rock- und Popmusik.

## Musik und Text
Es handelt sich um einen schnellen Rocksong, der auch mit Synthesizer-Klängen untermalt wird, wobei mit dem Keyboard oft eine Gegenmelodie gespielt wird. Ein Slap-Bass erzeugt einen trockenen, beinahe funkigen Klang. Inhaltlich beschreibt Grönemeyer teils satirisch verschiedene Eigenschaften von Männern beziehungsweise Klischees über diese, etwa: „Männer führen Kriege / Männer sind schon als Baby blau / Männer rauchen Pfeife / Männer sind furchtbar schlau / Männer bau’n Raketen / Männer machen alles ganz, ganz genau“. Zugleich werden solchen Attributen aber auch andere Seiten der Männer gegenübergestellt, die eher nicht traditionellen Männerrollen entsprechen: „Männer nehmen in den Arm / Männer geben Geborgenheit / Männer weinen heimlich / Männer brauchen viel Zärtlichkeit“. Demzufolge stellt Grönemeyer die Frage, deren Antwort offen bleibt: „Wann ist ein Mann ein Mann?“ Der Text ist auch vor dem Hintergrund der in den 1980ern intensiver geführten Diskussion über Männer- und Frauenrollen, etwa über „Chauvis“ und „Machos“ beziehungsweise „Softies“ und „neue Männer“ auf der anderen Seite zu sehen. Grönemeyer, der „verbissen ernsthafte“ Analysen seiner Texte eher missbilligte, wurde 2007 in einem Spiegel-Interview zitiert: „Immer diese Skepsis, die Seziererei, die Analysen. Ich kann’s nicht mehr hören. ‚Männer nehmen in den Arm ... Männer sind schon als Baby blau‘ – welchen Sinn hat das denn? Ich habe Sätze geschrieben, die sind einfach stulle. Aber im Zusammenhang mit der Musik funktionieren sie.“

## Entstehung und Rezeption

### Entstehung und Veröffentlichung
Grönemeyer schrieb Männer selbst und produzierte den Song auch. Allerdings ließ er sich nach eigenen Angaben durch „endlose Diskussionen, Vorwürfe und Breitseiten“ seiner langjährigen Freundin, seiner 1998 verstorbenen Ehefrau Anna Henkel, inspirieren, ohne die das Lied nicht zustande gekommen wäre und die ihm gezeigt hätten, „welche Schwächen Männer eigentlich haben“. Am 11. Mai 1984 erschien Männer auf dem Album 4630 Bochum. Die Single erschien am 4. Juni 1984 bei EMI. Auf der B-Seite befindet sich der Song Amerika. Am 1. September 1984 führte Grönemeyer den Song gemeinsam mit Flugzeuge im Bauch bei Wetten, dass..? mit Frank Elstner aus Ravensburg auf.
Für das englischsprachige Album What’s All This nahm Grönemeyer mit Men eine Version in englischer Sprache auf, auch eine niederländische Version, Mannen, erschien. Liveversionen wurden auf mehreren Livealben und Kompilationen veröffentlicht.

### Charts und Chartplatzierungen
Grönemeyers Single erreichte in Deutschland Rang sieben der Charts und platzierte sich sieben Wochen in den Top 10 sowie 26 Wochen in den Charts. Für einen Zeitraum von sieben Wochen war es das erfolgreichste deutschsprachige Lied in den Charts. In der Schweiz platzierte sich Männer fünf Wochen in den Charts und erreichte seine beste Chartnotierung mit Rang 27. 1984 belegte das Lied Rang 16 der deutschen Single-Jahrescharts.
In beiden Ländern war es der erste Single-Charterfolg für Grönemeyer als Autor, Interpret und Produzent.
| ChartsChartplatzierungen | Höchstplatzierung | Wochen |
| ------------------------ | ----------------- | ------ |
| Deutschland (GfK)        | 7 (26 Wo.)        | 26     |
| Schweiz (IFPI)           | 27 (5 Wo.)        | 5      |

| ChartsJahrescharts (1984) | Platzierung |
| ------------------------- | ----------- |
| Deutschland (GfK)         | 16          |

### Kritiken
Die Jugendzeitschrift Bravo nannte das Lied eine „griffige Männeranmache“. Der Spiegel beschrieb Männer als „halb Satire, halb Eloge, teils Men’s Lib, teils Chauvi-Restauration“. Der Titel scheine „den Nerv aller (emanzipationsgeschädigten?) Männer getroffen zu haben“, und Grönemeyer rücke „den Überbleibseln nicht-reformierter Männlichkeit wie verstopften Arterien und emotionaler Verklemmtheit […] mit harten Rhythmen zuleibe und mit einer hellen, kehligen, sich manchmal überschlagenden Stimme.“ Die Frankfurter Allgemeine schrieb im Oktober 1984: „Dieser blonde, bleiche Junge von nebenan ist ein Phänomen. Sein Männer-Song mit den doppeldeutigen Klischees begründete in den letzten Monaten, [sic!] den kometenhaften Aufstieg zur neuen Leitfigur von Teenagerträumen.“ Grönemeyer rühre „an den Nerv des Zeitgeists, wenn er stilisierte ‚coolness‘ mit unwiderstehlichem Charme auflädt, wenn er hinter dem Rollenspiel des melancholischen Softies die insistierende Härte des Macho-Manns spüren läßt.“ Knapp 40 Jahre nach dem Erscheinen kommentierte die Medienwissenschaftlerin Louise Haitz, dass Männer „die Ambivalenz eines männlichen Souveränitätsphantasmas“ besinge und sich über das Klischee harter Männlichkeit lustig mache, „ohne dabei für Männer richtig unangenehm bzw. zu einem Verrat an der Männlichkeit zu werden“.

## Coverversionen
Coverversionen gibt es unter anderem von:
- Bläck Fööss & Fründe (1989, DE #23) A cappella
- J.B.O. (Frauen)
- Claudia Jung
- Andrea Berg & Simone Thomalla & Birgit Schrowange
- Nina Hagen
- Miriam von Oz
- Marianne Rosenberg
- Manfred Krug
- Herbert Grönemeyer & Ernie und Bert (Manche)
- Vicky Leandros (in griechischer Sprache als „Antres“)
- Dilla
- Lostboi Lino